# Đường trắc địa

Tam giác trắc địa trên mặt cầu.Các đường trắc địa là các cung tròn lớn.

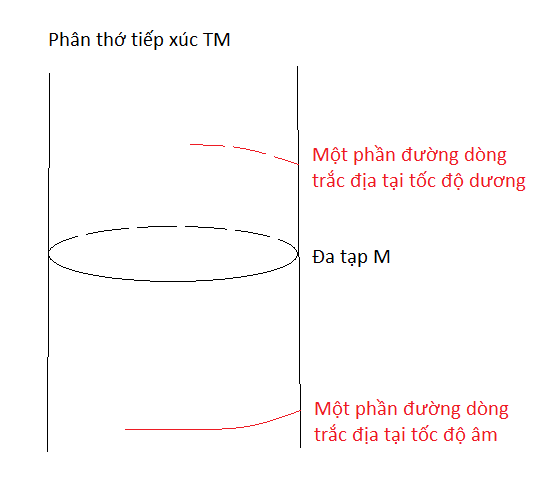
Một phần của hai đường dòng trắc địa trên phân thớ tiếp xúc của đường tròn. Lưu ý rằng ta thu được đường trắc địa bằng phép chiếu xuống đường tròn.

Trong hình học Riemann, đường trắc địa (hay cung trắc địa) là một đường cong có độ cong trắc địa bằng không tại mọi điểm, và cũng là đường có độ dài cực trị trong các đường nối hai điểm trên một đa tạp Riemann.
Đường trắc địa trên mặt cầu là các (đoạn của) vòng tròn lớn, trên mặt trụ tròn xoay là các (đoạn của) đường xoắn ốc, trên mặt phẳng là các đoạn/đường thẳng.

## Đường trắc địa a-phin
Xét một đa tạp trơn M với một liên kết a-phin ∇. Một đường trắc địa a-phin (đối với liên kết ∇) được định nghĩa là một đường cong γ(t) sao cho {\displaystyle \nabla _{\dot {\gamma }}{\dot {\gamma }}=0}.
Sử dụng một hệ tọa độ địa phương, ta có thể viết phương trình trắc địa
{\displaystyle {\frac {d^{2}\gamma ^{\lambda }}{dt^{2}}}+\Gamma _{\mu \nu }^{\lambda }{\frac {d\gamma ^{\mu }}{dt}}{\frac {d\gamma ^{\nu }}{dt}}=0\ }
với {\displaystyle \gamma ^{\mu }=x^{\mu }\circ \gamma (t)} và {\displaystyle \Gamma _{\mu \nu }^{\lambda }}là các kí hiệu Christoffel của liên kết ∇.
Đường trắc địa giống như là quĩ đạo của một hạt chuyển động tự do trên đa tạp.
Trong trường hợp liên kết Levi-Civita, ta thu được đường trắc địa theo nghĩa Riemann.

### Đường dòng trắc địa
Xét đa tạp M được trang bị một liên kết a-phin. Đường dòng trắc địa (geodesic flow) của đa tạp M là một R-tác động địa phương trên phân thớ tiếp xúc TM sao cho
{\displaystyle G^{t}(V)={\dot {\gamma }}_{V}(t)}
với t ∈ R, V ∈ TM và {\displaystyle \gamma _{V}} là đường trắc địa (cục bộ) với điều kiện ban đầu {\displaystyle {\dot {\gamma }}_{V}(0)=V}. Nói riêng,  {\displaystyle G^{t}}(V) = exp(tV) là ánh xạ mũ của véc-tơ tV.  Hình chiếu của một đường dòng trắc địa lên M là một đường trắc địa trên M.
Trên một đa tạp Riemann, đường dòng trắc địa được đồng nhất với đường dòng Hamilton trên phân thớ đối tiếp xúc. Đường dòng trắc địa bảo toàn metric, tức là
{\displaystyle g(G^{t}(V),G^{t}(V))=g(V,V).\,}
Hệ quả là, nếu V là véc-tơ đơn vị, {\displaystyle \gamma _{V}} có tốc độ không đổi bằng 1, do đó đường dòng trắc địa luôn nằm trong phân thớ tiếp xúc đơn vị.
Đường dòng trắc địa cũng là đường dòng của một trường véc-tơ trên đa tạp TM. Trường véc-tơ ấy được gọi là tia trắc địa (geodesic spray). Ta cũng có một chùm trắc địa trên phân thớ tiếp xúc đơn vị S(TM).